# Emerson Ferreira da Rosa
Emerson Ferreira da Rosa (Pelotas, Brazília, 1976. április 4. –), ismertebb nevén Emerson, visszavonult brazil labdarúgó.

## Pályafutása
Emerson juniorként a Botafogo csapatában kezdte, mint sok fiatal brazil középpályás. 1993-ban került a profik közé és a Gremio játékosa lett ahol négy évet töltött, 115 mérkőzésen 15 gólt szerzett, 1997-ben mutatkozott be a nemzeti válogatottban. Ugyanebben az évben Európába került, és a Bayer Leverkusen játékosa lett. 2000-ben igazolt az AS Roma csapatához, később pedig a Juventushoz. 2006-ban a spanyol Real Madrid szerződtette, egy évvel később azonban visszatért Olaszországba, ezúttal az AC Milanhoz. 2009-ben egy rövid időre a Santoshoz igazolt majd befejezte karrierjét.